# Før Nattevagten
Før Nattevagten er en dansk dokumentarfilm fra 1994.

## Handling
Om tilblivelsen af gyserfilmen Nattevagten.